# Charles de Villette
Charles Michel, Hầu tước de Villette (4 tháng 12 năm 1736 – 7 tháng 7 năm 1793) là một nhà văn và chính khách người Pháp.

## Cuộc đời

### Voltaire'sprotégé
Charles sinh ra ở Paris với tư cách là người thừa kế của một nhà tài phiệt, người đã để lại cho ông một khối tài sản lớn và danh hiệu Hầu tước cao quý. Sau khi tham gia Chiến tranh Bảy năm, Villette trở về thành phố quê hương vào năm 1763, nơi ông sở hữu một điền trang ở Clermont. Hầu tước đã gây ra nhiều kẻ thù bởi sự thiếu cư xử của mình. Tuy nhiên, ông đã thành công trong việc giành được sự thân thiết của Voltaire, người đã biết mẹ ông và người mong muốn biến ông thành một nhà thơ - nhà triết học lớn tuổi thậm chí còn được ghi nhận là đã coi protégé Villette của ông là "Tibullus của Pháp".
Năm 1765, Voltaire mời Hầu tước đến điền trang của ông tại Ferney. Mặc dù Voltaire nói đùa khá thoải mái về sự hấp dẫn bất hợp pháp của Hầu tước đối với đàn ông, ông đã thuyết phục Hầu tước kết hôn với Reine Philiberte de Varicourt vào năm 1777. Cuộc hôn nhân không hạnh phúc và vợ của ông sau đó được cháu gái của Voltaire, Marie Louise Mignot, nhận làm con nuôi. Tuy nhiên, cả Charles và Philiberte vẫn dành cho Voltaire, và chính tại nhà của họ ở Paris, Voltaire qua đời vào năm 1778. Villette đã giữ trái tim của Voltaire trong một chiếc bình.

### Cuộc cách mạng
Trong cuộc Cách mạng Pháp, Villette đã công khai đốt  lettres de noblesse của mình, viết những bài báo mang tính cách mạng trên tờ Chronique de Paris và đưa ra đề xuất rằng Louis XVI của Pháp nên bị tước bỏ hầu hết quyền lực nhưng vẫn được duy trì với tư cách là nguyên thủ quốc gia. Trong cơn mưa các cuốn sách nhỏ theo lời khuyên này, phần lớn sức hút của Villette đối với nam giới đã được tạo nên. Một người nói xấu ông là một người đàn ông "không tự nhiên" trong mọi việc. Một người khác cho rằng cuốn sách nhỏ của riêng mình, Les Enfants de Sodome à l'Assemblée Nationale, ou Députation de l'Ordre de la Manchette aux représentants de tous les ordres, thực sự đến từ nhà của Villette, người được mệnh danh là Tổng chỉ huy của một trật tự những người yêu nam trong lời kêu gọi chế giễu này cho quyền của người đồng tính nam. Các cuộc tấn công đã được trả lời thay cho Villette bởi người bạn lừng lẫy của ông, Anacharsis Cloots, một người Hà Lan được ca ngợi là "Người phát ngôn của Nhân loại".
Villette được bầu làm phó Công ước Quốc gia bởi départment Seine-et-Oise vào năm 1792. Ông đã can đảm lên án các Vụ thảm sát tháng 9 và chỉ bỏ phiếu cho việc bỏ tù, chứ không phải tử hình, của Louis XVI (tháng 12 năm 1792). Ông qua đời tại Paris vào năm sau, và ghế của ông trong Hội nghị do Antoine-Augustin Auger đảm nhận.

## Công việc
Năm 1784, ông xuất bản Œuvres của mình, và vào năm 1792, các bài báo của ông trên tạp chí Chronique de Paris xuất hiện dưới dạng sách với tựa đề Lettres choisy sur les Principaux événements de la Révolution.